# Javier Loyola
Javier Loyola ist eine Ortschaft und eine Parroquia rural („ländliches Kirchspiel“) im Kanton Azogues der ecuadorianischen Provinz Cañar. Verwaltungssitz ist der Ort Javier Loyola, auch unter seinem alten Namen „Chuquipata“ bekannt. Die Parroquia besitzt eine Fläche von 29,68 km². Die Einwohnerzahl lag im Jahr 2010 bei 6807.

## Lage
Die Parroquia Javier Loyola liegt in den Anden südzentral in Ecuador. Entlang der östlichen Verwaltungsgrenze fließt der Río Burgay, ein linker Nebenfluss des Río Cuenca, nach Süden. Der etwa 2380 m hoch gelegene Hauptort befindet sich 7 km südsüdwestlich der Provinzhauptstadt Azogues. Die Fernstraße E35 (Azogues–Cuenca) führt durch die Parroquia und an Javier Loyola vorbei.
Die Parroquia Javier Loyola grenzt im Nordosten an das Municipio von Azogues, im Osten an die Parroquia San Miguel, im Südosten und im Süden an die Provinz Azuay mit den Parroquias San Cristóbal (Kanton Paute) und Llacao (Kanton Cuenca), im Westen an die Parroquias Solano und Déleg (beide im Kanton Déleg) sowie im Norden an die Parroquia Cojitambo.

## Orte und Siedlungen
In der Parroquia gibt es folgende Comunidades: Animaspamba, Ayancay, Caldera, Corozopal, El Carmen, El Cisne, El Tablón, Gullancay, Mesaloma, Pampa Vintimilla, Pedregal, Rumihurco, Zhullín und Zumbahuaico.

## Geschichte
Der Ort hieß ursprünglich Chuquipata und war bis 1785 Azogues angegliedert. Im Jahr 1806 wurde Chuquipata eigenständig. Der erste Gemeindepfarrer war Francisco Javier Loyola. Am 25. Oktober 1920 wurde die Parroquia ihm zu Ehren umbenannt.